# Jaime Montaña Pascual
Jaime Montaña Pascual (Martorell, 1926 - Martorell, 6 de maig de 1990) va ser un ciclista català del 1946 al 1955. Del seu palmarès destaca una victòria d'etapa a la Volta a Catalunya de 1953. Va participar en el Giro d'Itàlia de 1952.

## Palmarès
- 1950
  - Vencedor d'una etapa de la Volta a Portugal
- 1951
  - 3r al Gran Premi Pascuas
- 1953
  - Vencedor d'una etapa del Volta a Catalunya
  - 1r al GP Sniace